# Anidrytus lattis
Anidrytus lattis là một loài bọ cánh cứng trong họ Endomychidae. Loài này được Chevrolat miêu tả khoa học năm 1840.